# کولچین، شیلی
کولچین، شیلی (به اسپانیایی: Colchane) یک سکونتگاه مسکونی در شیلی است که در Tamarugal واقع شده‌است.

## خصوصیات
کولچین ۴٬۰۱۵٫۶ کیلومترمربع مساحت و ۱٬۲۹۰ نفر جمعیت دارد و ۳٬۷۰۲ متر بالاتر از سطح دریا واقع شده‌است.